# Szibin al-Kaum
Szibin al-Kaum (arab. شبين الكوم, Shibīn al-Kawm) – miasto w Egipcie, ośrodek administracyjny muhafazy Al-Minufijja, położone w północnej części kraju w Delcie Nilu.
W mieście rozwinął się przemysł włókienniczy oraz tytoniowy.